# سون وی (شمشیرباز)
سون وی (انگلیسی: Sun Wei؛ زادهٔ ۲۷ اکتبر ۱۹۹۲) شمشیرباز اهل چین است. وی در بازی‌های المپیک تابستانی ۲۰۱۶ شرکت کرده‌است.